# Лик (журнал)
«ЛИК: Литература. Искусство. Культура» — литературно-художественный и публицистический журнал в Чувашии на русском языке.

## История
В 1941—1988 гг. издавался как альманах под названием «Дружба», с 1994—1997 г. — журнал «Лик Чувашии», с 1999 года — «Новый Лик» (под этим названием в 2000—2002 гг. сотрудничал с Журнальным залом). С 2005 года выходит под названием «Лик», полное название — «ЛИК: Литература. Искусство. Культура».
Журнал отображает процессы, происходящие в культуре Чувашии. Печатает прозу и стихи, статьи по изобразительному и театральному искусству, пьесы, либретто, сценарии.

## Редакторы-составители
- Филиппова З. В.
- Чиндыков Б. Б.

## Редколлегия
- Басова Е.
- Иванов-Орков Г.
- Кириллова Р.
- Лисина Е. Н.
- Хузангай А. П.

## Авторы
Журнал сотрудничает с литераторами, искусствоведами, историками, культурологами. В настоящее время в журнале печатаются Виктор Бритвин, Александр Будников, Аристарх Дмитриев, Алексей Кряжинов, Геннадий Максимов, Андрей Растворцев, Юрий Семендер, Михаил Юхма, Михаил Кондратьев, Светлана Макарова, Александр Белов, Рита Кириллова, Геннадий Иванов-Орков, Александр Козлов, Николай Прокопьев и другие.